# Matúš Užák
Matúš Užák (* 13. April 1981 in Spišská Nová Ves) ist ein ehemaliger slowakischer Shorttracker.

## Werdegang
Užák trat international erstmals bei den Juniorenweltmeisterschaften 1999 in Montreal in Erscheinung, wobei er den 46. Platz im Mehrkampf errang. Im folgenden Jahr kam er bei den Juniorenweltmeisterschaften in Székesfehérvár auf den 38. Platz im Mehrkampf und bei den Europameisterschaften in Bormio auf den 37. Rang im Mehrkampf. In der Saison 2001/02 belegte er bei den Europameisterschaften 2002 in Grenoble den sechsten Platz im Mehrkampf und bei den Olympischen Winterspielen 2002 in Salt Lake City den 29. Platz über 1000 m, den 24. Rang über 500 m sowie den 19. Platz über 1500 m. In den folgenden Jahren lief er bei den Europameisterschaften 2003 in Sankt Petersburg auf den 15. Platz im Mehrkampf, bei den Weltmeisterschaften 2003 in Warschau auf den 30. Platz im Mehrkampf, bei den Europameisterschaften 2004 in Zoetermeer auf den 26. Platz im Mehrkampf und bei den Weltmeisterschaften 2004 in Göteborg auf den 28. Rang im Mehrkampf. Nachdem er in der Saison 2004/05 bei den Europameisterschaften 2005 in Turin den zehnten Platz mit der Staffel und bei den Weltmeisterschaften 2005 in Peking den 42. Platz im Mehrkampf erringen konnte, belegte er in der Saison 2005/06 bei den Europameisterschaften 2006 in Krynica-Zdrój den 34. Platz im Mehrkampf sowie den siebten Rang mit der Staffel und bei den Olympischen Winterspielen 2006 in Turin den 21. Platz über 500 m. Bei den Europameisterschaften 2007 in Sheffield kam er auf den 22. Platz im Mehrkampf sowie auf den achten Rang mit der Staffel und bei den Europameisterschaften 2009 in Turin auf den zehnten Platz mit der Staffel.

## Erfolge

### Olympische Spiele
- 2002 Salt Lake City: 19. Platz 1500 m, 24. Platz 500 m, 29. Platz 1000 m
- 2006 Turin: 21. Platz 1500 m

### Shorttrack-Weltmeisterschaften
- 2003 Warschau: 23. Platz 500 m, 29. Platz 1500 m, 30. Platz Mehrkampf, 30. Platz 1000 m
- 2004 Göteborg: 15. Platz 500 m, 20. Platz 1500 m, 28. Platz Mehrkampf, 44. Platz 1000 m
- 2005 Peking: 28. Platz 1500 m, 39. Platz 500 m, 42. Platz Mehrkampf

### Europameisterschaften
- 2000 Bormio: 37. Platz Mehrkampf
- 2002 Grenoble: 6. Platz Mehrkampf
- 2003 St. Petersburg: 30. Platz Mehrkampf
- 2004 Zoetermeer: 26. Platz Mehrkampf
- 2005 Turin: 10. Platz Staffel
- 2006 Krynica-Zdrój: 7. Platz Staffel, 34. Platz Mehrkampf
- 2007 Sheffield: 8. Platz Staffel, 22. Platz Mehrkampf
- 2009 Turin: 10. Platz Staffel

## Persönliche Bestleistungen
| Disziplin | Zeit         | Datum             | Ort              |
| --------- | ------------ | ----------------- | ---------------- |
| 500 m     | 43,644 s     | 17. Januar 2004   | Zoetermeer       |
| 1000 m    | 1:29,916 min | 18. Dezember 2005 | Spišská Nová Ves |
| 1500 m    | 2:19,066 min | 11. Oktober 2003  | Wien             |
| 3000 m    | 4:55,834 min | 3. Oktober 2004   | Wien             |